# Pandanus concavus
Pandanus concavus är en enhjärtbladig växtart som beskrevs av Harold St.John. Pandanus concavus ingår i släktet Pandanus och familjen Pandanaceae. Inga underarter finns listade.